# Ringo Starr: Live at Soundstage
Ringo Starr: Live at Soundstage è un album dal vivo del musicista rock e ex-Beatle Ringo Starr. Venne registrato al Genessee Theatre a Waukegan (Illinois) il 24 giugno 2005, come parte della serie di concerti Soundstage.
Ringo Starr: Live at Soundstage include alcune canzoni molto conosciute di Starr sia da solista che come Beatle, come, ad esempio: Yellow Submarine, Octopus' Garden, Photograph, a alcuni brani pubblicati per la prima volta nei suoi ultimi due album in studio: Choose Love e Ringo Rama.

## Tracce
1. With a Little Help from My Friends/It Don't Come Easy (John Lennon/Paul McCartney - Richard Starkey/George Harrison)
2. Octopus's Garden (Richard Starkey)
3. Choose Love
4. I Wanna Be Your Man (Lennon/McCartney)
5. Don't Pass Me By (Richard Starkey)
6. I'm the Greatest (John Lennon)
7. Memphis in Your Mind
8. Photograph (Richard Starkey/George Harrison)
9. Never Without You
10. Back Off Boogaloo (Richard Starkey)
11. Boys (Luther Dixon/Wes Farrell)
12. Yellow Submarine (Lennon/McCartney)
13. Act Naturally (Johnny Russell/Voni Morrison)
14. With a Little Help from My Friends (Lennon/McCartney)

## Esibizione dal vivo
1. With a Little Help from My Friends/It Don't Come Easy
2. Octopus's Garden
3. Choose Love
4. I Wanna Be Your Man
5. Down Under (Colin Hay)
6. Waiting for My Real Life to Begin (Colin Hay, feat. Cecilia Noel)
7. Don't Pass Me By
8. I'm the Greatest
9. Give Me Back The Beat
10. Memphis in Your Mind
11. Photograph
12. Never Without You
13. Back Off Boogaloo
14. Who Can It Be Now? (Colin Hay)
15. Boys
16. You Can't Do That
17. Long Tall Sally
18. I'm Down
19. Oh! Darling
20. Yellow Submarine
21. Act Naturally
22. With a Little Help from My Friends (con Colin Hay e Cecilia Noel)